# Hellerup IK
A Hellerup IK, rövidítve HIK egy dán labdarúgócsapat. A klubot 1900-ban alapították, székhelye a főváros, Koppenhága. Jelenleg a harmadosztályban szerepel.

## Jelenlegi keret
| #  |     | Poszt | Név                  |
| -- | --- | ----- | -------------------- |
| 1  | DNK | K     | Michael Andersen     |
| 4  | DNK | V     | Michael Christensen  |
| 6  | DNK | V     | Kaspar Pilmark       |
| 7  | DNK | V     | Steffen Hartmann     |
| 9  | GHA | CS    | Prince Nana Takyi    |
| 11 | DNK | CS    | Andre Riel           |
| 12 | DNK | KP    | Philip Ø. Hansen     |
| 13 | DNK | V     | Klavs Storm Svendsen |
| 14 | DNK | KP    | Kasper Heide         |
| 16 | DNK | KP    | Dia Raofat           |
| 17 | DNK | KP    | Alexander Vorobjov   |

| #  |     | Poszt | Név                  |
| -- | --- | ----- | -------------------- |
| 18 | DNK | KP    | Rasmus Budtz         |
| 19 | DNK | V     | Frederik Korch       |
| 20 | DNK | KP    | Daniel Pedersen      |
| 21 | DNK | V     | Nicholas Godtfredsen |
| 22 | DNK | K     | Peter Andersen       |
| 23 | DNK | KP    | Kienn Jesper Jensen  |
| 24 | DNK | KP    | Patrick Payberg      |
| 25 | DNK | K     | Yousuf Butt          |
| -- | DNK | V     | Kennet Tange         |
| -- | DNK | KP    | Mikail Anli          |
| -- | DNK | CS    | Kristian Nielsen     |

## Külső hivatkozások
- Hivatalos weboldal